# Majwaneng
Majwaneng est une ville du Botswana.